# Taszkent (stacja kolejowa)
Taszkent – stacja kolejowa w Taszkencie, w Uzbekistanie. Jest największą stacją kolejową w kraju. Posiada 4 perony.